# Moerai
Moerai est un village sur l’île de Rurutu en Polynésie française. Situé au nord-est de l'île, il en est le village le plus peuplé. Il est l'une des trois communes associées de la commune de Rurutu, avec Avera et Hauti.

## Districts anciennes

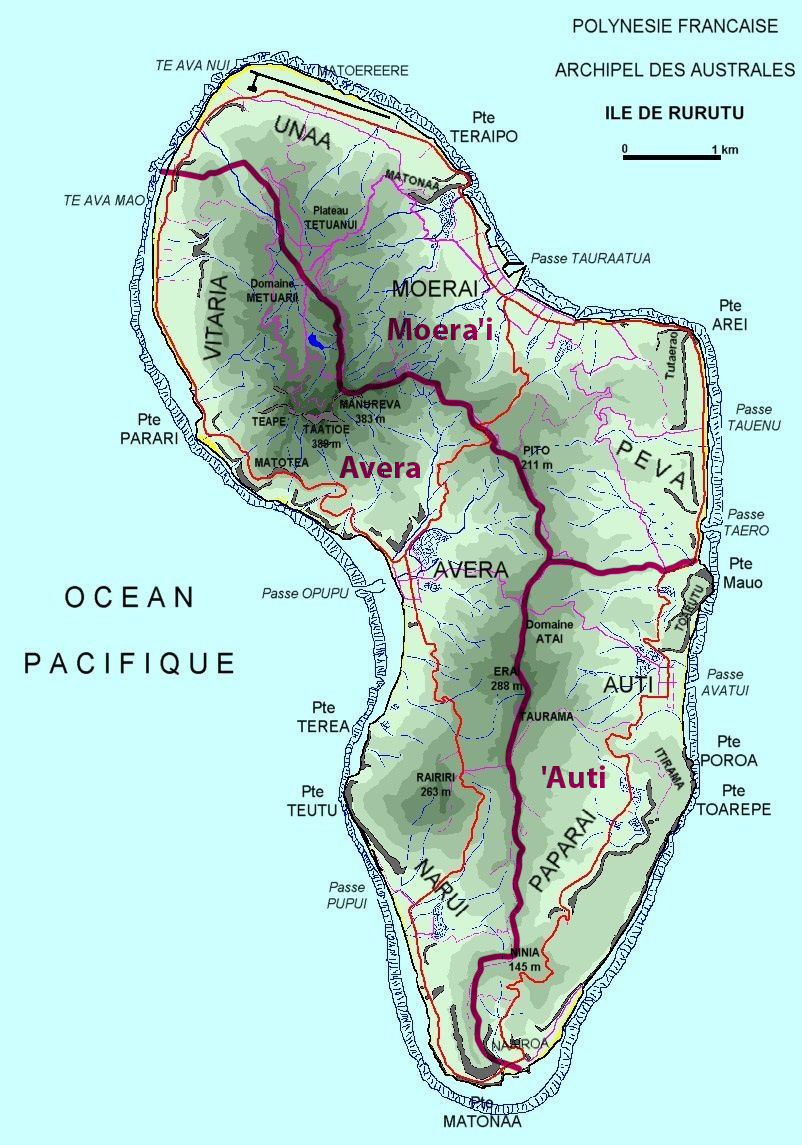

Una'a, Moera'i, Peva

## Transports
Moerai possède un port. Le Tuhaa Pae, petit cargo de ravitaillement, y fait une rotation tous les 15 jours environ, entre Tubuai et Rimatara.
Moerai est desservi par la route qui fait le tour de l'île et est également relié à Avera, sur la côte ouest, par une petite route qui traverse l'île.
L'aérodrome de Rurutu se trouve au nord de l'île, à environ trois kilomètres du village.

## Éducation
Moerai est le siège du collège de l'île de Rurutu, qui comporte un internat. Moerai possède, comme les autres communes associées, une école primaire et une école maternelle.

## Lieux et monuments
- Tombe du navigateur Éric de Bisschop (1891-1958) au cimetière. Une stèle commémorative a été posée en janvier 2009 sur le mur du cimetière de Moerai[2].